# 本朝食鑑
『本朝食鑑』（ほんちょうしょくかがみ）は、人見必大によって江戸時代に著された本草書。12巻10冊。元禄10年（1697年）刊。日本の食物全般について、水火土部・穀部・菜部・菓部・禽部・鱗部・獣畜部にわかち、品名を挙げて、その性質や食法などを詳しく説明する。食鑑中の白眉とされる。

## 概要
近世前期の食物本草学において、先駆的な役割を果たした曲直瀬道三著『宜禁本草』（寛永6年（1629年）刊）、著者不明『和歌食物本草』（寛永7年（1630年））、曲直瀬玄朔『日用食性』（寛永10年（1633年）以後刊）、向井元升『庖厨備用倭名本草』（貞享元年（1684年）刊）などがある。これらの書物を受け継いだのが『本朝食鑑』である。
本書の特徴として、庶民が日常よく用いる食品食物に詳しい解説を施していること、栽培・採取・加工・調理・味・食する時期や部位・種類・形状・産地など、摂取する食品の見分け方・取り扱い方が多岐にわたり記述されていること、食養生の観点から、効果・害毒気味・主治・附方・食禁などが論じられ、食品摂取と健康とのかかわりについて詳しい記述がなされていること、民間伝承・民間行事などの民俗や著者自身の生活体験、食品の無駄のない利用法など、記事の内容が豊富多彩で、たんなる百科事典的・専門書的ではない配慮も施されていること、食品分類が周到な配慮のもとに行われ、結果として食物本草学の百科事典といってもよいほど、多くの食品が取りあげられていること、文体が難解な漢文調で、したがって漢学的素養をもった者、すなわち武家や上層庶民でなければ使いこなせない内容高度の養生書であったことが挙げられている。
明朝に李時珍が編纂した『本草綱目』と比較すると、魚介類が取り上げられている点と獣類・虫類がわずかしか取り上げられていない点、獣畜類についても『本朝食鑑』では胆や皮などを薬として扱っているが、『本草綱目』のように血や心臓などの内臓については紹介していない点に相違が見られ、日中の食文化の違いを示す文献である。

## 刊行文献
- 島田勇雄訳注『本朝食鑑』全5巻（平凡社：東洋文庫）1976年～1981年3月。のちワイド版、電子書籍版で再刊
- 『本朝食鑑』（正宗敦夫編纂代表、覆刻日本古典全集）現代思潮社 1979年1月
- 吉井始子編『本朝食鑑』上野益三監修（食物本草本大成 第9・10巻）臨川書店 2007年3月